# Université royale d'agriculture
L'Université royale d'agriculture du Cambodge (khmer : សាកលវិទ្យាល័យភូមិន្ទកសិកម្ម, anglais : Royal University of Agriculture) est une université publique du Cambodge située à Phnom Penh offrant plusieurs programmes reliés à l'agriculture, la foresterie, la science animale et les pêcheries. Son campus est situé au sud de la ville.

## Histoire
L'Université royale d'agronomie est fondée en 1964 par le roi Norodom Sihanouk. Elle devient l'une des neuf universités royales créées dans le but d'accroître le niveau d'éducation au Cambodge. Durant la période du Kampuchéa démocratique, elle est contrainte de fermer ses portes.
En 1980, l'université est rouverte sous le nom d'Institut d'éducation agricole. En 1984, il devient l'Institut de technologie agricole. À cette époque, les cours sont donnés en russe en raison du support de l'Union soviétique envers la République populaire du Kampuchéa. À partir de 1990, avec l'implication soviétique, les cours sont donnés en khmer.
En 1994, avec la restauration de la monarchie, l'établissement devient l'Université royale d'agriculture. De nos jours, elle est supervisée par le Ministère de l'agriculture, de la foresterie et des pêcheries, le Ministère de l'éducation, de la jeunesse et du sport et le Ministère de l'Économie et des Finances.

## Facultés
- Faculté d'agronomie
- Faculté de la science du caoutchouc
- Faculté de science animal
- Faculté de médecine vétérinaire
- Faculté de foresterie
- Faculté de génie agricole
- Faculté des pêcheries
- Faculté d'industrie agroalimentaire
- Faculté d'économie agricole et de développement rural
- Faculté de gestion et d'administration du territoire